# موراي ماكلارين
موراي ماكلارين هو سياسي كندي، ولد في 30 أبريل 1861 في كندا، وتوفي في 24 ديسمبر 1942 في سانت جون في كندا. حزبياً، نشط في حزب كندا المحافظ. وقد انتخب Lieutenant Governor of New Brunswick ‏.